# Venezia, la luna e tu
Venezia, la luna e tu è un film del 1958 diretto da Dino Risi. Nel 1964 è stato riedito con il titolo I due gondolieri.

## Trama
Bepi, di professione gondoliere, fidanzato con Nina, non rinuncia alle sue avventure con le turiste, che ogni giorno trasporta nella sua gondola. Un giorno, vogando per i canali della città, annuncia a tutte le sue belle di Venezia che si sposerà con Nina. Questo provoca la terribile ira delle veneziane (una di queste che sta sbattendo un tappeto sul Canal Grande gli augura di essere al suo posto). Un chiaro veto viene però esposto dalla sua futura moglie: "Bepi, sol che le vecie oi veder in te la to gondola (Bepi, solo le vecchie voglio vedere sulla tua gondola)".
A causa di un equivoco però, invece di imbarcare due vecchiette Bepi imbarca due belle giovani americane. Nina, sempre più gelosa del suo fidanzato infedele, cerca di vendicarsi. Torna a frequentare un suo antico spasimante, Toni, sino a quando Bepi rimane incastrato con le due turiste americane che lo vogliono sposare.
Nina si convince a sposare Toni, più fedele e rassicurante; nel frattempo Bepi riesce a liberarsi delle due aspiranti mogli americane, ma ormai è convinto di aver perso definitivamente la fidanzata. Si reca in ritardo alla chiesa dove sta per celebrarsi il matrimonio, apprendendo con gioia che Nina non ha ancora pronunciato il fatidico sì. Dopo la riconciliazione di Nina con Bepi, seguono il matrimonio e la vita familiare, con Nina che non smette di seguire il marito nel tentativo di vietargli ulteriori tradimenti.

## Colonna sonora
- Venezia la luna e tu - di Martelli - Derevitsky
- Cocoleta di J.K. Broady - Luttazzi
- Eterno ritornello di Bruno Biagi
- Trieste mia di Cicero - Viezzoli
- Souvenir d'Italie di Luttazzi - Scarnicci - Tarabusi

## Critica
(Gian Luigi Rondi)